# Alexīs Spyridōnidīs
Alexandros Spyridōnidīs, detto Alexīs (in greco Αλέξανδρος "Αλέξης" Σπυριδωνίδης?; Atene, 3 febbraio 1995), è un cestista greco.